# Центральна область (Буркіна-Фасо)
Центральна (фр. Centre) - область в центрі Буркіна-Фасо.
- Адміністративний центр — місто Уагадугу, який також є столицею Буркіна-Фасо.
- Площа - 2805 км², населення - 1 523 980 осіб (2006 рік).

Область була утворена в 1996 році. Чинний губернатор області — Бурейма Бутума.

## Географія
На півночі й північному сході межує з областю Центральне Плато, на півдні — з Південно-Центральною областю, на заході — з Західно-Центральною областю.

Клімат тропічний, сухий, з коротким періодом дощів. 

## Населення
Область є місцем традиційного розселення народу мосі.

## Адміністративний поділ
Містить одну провінцію, що підрозділяється на 6 департаментів:
| Провінція | адміністративний центр | Населення, чол. (2006) |
| --------- | ---------------------- | ---------------------- |
| Кадіого   | Уагадугу               | 1 523 980              |

## Економіка
Область також є господарсько-економічним центром Буркіна-Фасо, зі значною кількістю середніх і дрібних промислових підприємств. У сільському господарстві зайнято 25% населення області. На території Центральної області також знаходиться міжнародний аеропорт; тут проходить залізнична лінія, що зв'язує Уагадугу з Абіджаном.